# Jardín Botánico de la Universidad de Utrecht
El Jardín Botánico de la Universidad de Utrecht (en holandés: Botanische Tuinen Universiteit Utrecht) es un jardín botánico (Fort Hoofddijk) y arboreto satelital (Von Gimborn Arboretum), que está administrado por la Universidad de Utrecht y se encuentran en De Uithof, Holanda. 
Es miembro del BGCI y su código de reconocimiento internacional como institución botánica, así como las siglas de su herbario es U.

## Localización
Botanische Tuinen Universiteit Utrecht P.O. Box 80.162 Budapestlaan 17 (jardín principal, Fort Hoofddijk en De Uithof;); Harvardlaan 2 (oficina) Utrecht, NL-3508 TD Netherlands-Holanda.
Planos y vistas satelitales.52°5′16″N 5°10′13″E / 52.08778, 5.17028
El Jardín Botánico de la Universidad de Utrecht tiene como jardín botánico satélite y parte integrante al Arboretum Von Gimborn, ubicado en Doorn, provincia de Utrecht, a unos 25 km al este de la ciudad de Utrecht. Vossensteinsesteeg 8, Doorn.
Planos y vistas satelitales.52°2′0″N 5°18′30″E / 52.03333, 5.30833

## Historia
La historia de las colecciones vivas de plantas de la Universidad de Utrecht data del siglo XVII. El primer jardín botánico de la universidad fue fundado en Utrecht en 1639, tres años después del establecimiento de la universidad.
Alrededor de 1723 la colección fue trasladada a otra localización dentro de la ciudad vieja, el original todavía existe como el jardín del museo de la universidad, conocido como Oude Hortus (jardín viejo). Aquí se encuentra un Ginkgo biloba, especie que fue plantada por primera vez en Europa en este lugar en 1730.
En 1920 Cantonspark en Baarn se convirtió en otra parte de los jardines de la universidad, con una rocalla y los lechos de plantas de colecciones sistemáticas.
En 1963 la universidad de Utrecht adquirió los terrenos de « Fort Hofddijk », una de las fortalezas de la Nieuwe Hollandse Waterlinie (Nueva línea de aguas holandesa), situadas en De Uithof, el campus moderno de la universidad en las cercanías del este de la ciudad de Utrecht.
En 1964 la universidad compró el Sandwijck buitenplaats en De Bilt, donde se organizaron los invernaderos y un vivero, y en 1966 adquirió el Von Gimborn Arboretum en Doorn.
Entre 1964 y 1974 las rocas de la antigua rocalla en Cantonspark y 2100 toneladas adicionales de rocas de Las Ardenas fueron colocadas en la parte alta de la fortaleza Hoofddijk para construir la nueva rocalla, que se constituyó en la más grande en Europa.
En los década de 1970 se situaron también en esta zona los lechos de plantas de las colecciones sistemáticas, y en la década de 1980 se construyó el nuevo complejo de invernaderos. En 1987 las colecciones de Oude Hortus, de Cantonspark y de Sandwijck fueron transferidas al Fort Hoofddijk, que se convirtió en así la localización principal del jardín botánico.

## Colecciones
El jardín de « Fort Hofddijk » presenta una serie de secciones conectadas todas ellas con el componente central de la rocalla, así:
- Rocalla: en la parte alta de la fortaleza se llevaron 2100 toneladas de rocas de la región de Las Ardenas para diseñar una gran rocalla.[1] Presentan una colección de plantas procedentes de todo el mundo, adaptadas a crecer en terrenos rocosos pobres.
- Colección sistemática, se encuentra ubicada alrededor de la rocalla, donde las plantas que se exhiben se agrupan por familias.
- Jardín de la Fortaleza, exhibe una colección de plantas silvestres de la región holandesa del Kromme Rijn.
- Jardines temáticos
- Invernaderos
- Plantas insectívoras con Dionaea muscipula, Sarracenia purpurea, Drosera spp. . .
- Plantas de zonas pantanosas, con Eranthis hyemalis planta que florece en febrero,
- Taxodium
- Bambús

- Colecciones Nacionales de Plantas,

Se han suscrito acuerdos entre un determinado número de jardines botánicos en los Países Bajos referente a los grupos de plantas en las que cada jardín se especializa. Así pues el jardín de Fort Hoofddijk alberga las colecciones Nacionales de :
- Bromeliaceae
- Orchidaceae ,
- Costaceae
- Anonaceae ,

particularmente el de
- Crassulaceae de Guyana
- Arisaema
- Arisarum
- Trillium
- Penstemon
- Lecanopteris

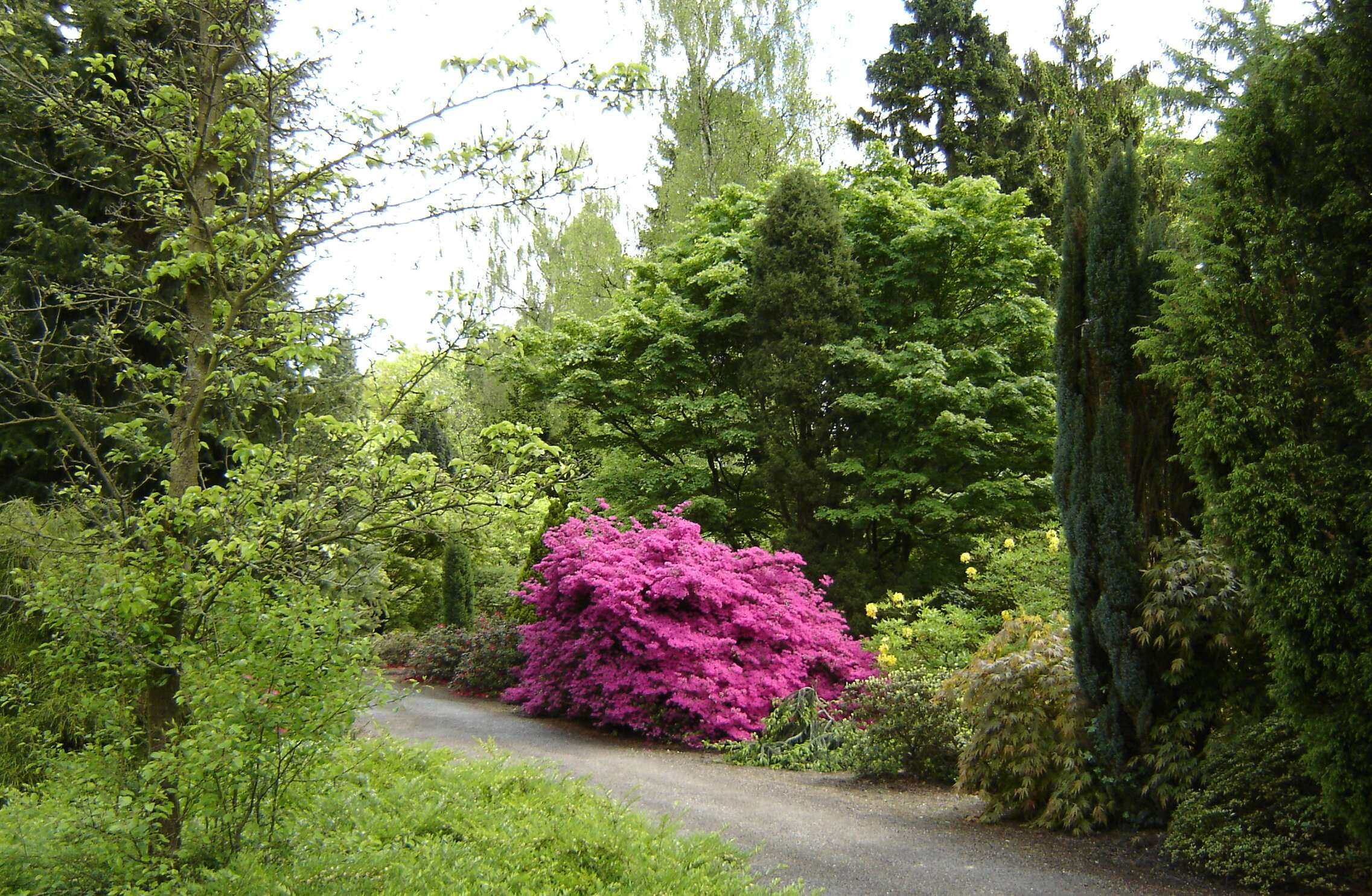
El Arboretum Von Gimborn.

Actualmente el Arboretum Von Gimborn alberga una de las mayores colecciones de coníferas de Europa occidental, y contiene además numerosas otras especies de árboles y arbustos.
Entre sus colecciones son de destacar,
- La colección nacional de coníferas (Pinophyta),

La mayoría de los numerosos cultivares de plantas leñosas existentes están originados en este arboreto.